# Riekoleon convergens
Riekoleon convergens är en insektsart som beskrevs av Tim R. New 1985. Riekoleon convergens ingår i släktet Riekoleon och familjen myrlejonsländor. Inga underarter finns listade i Catalogue of Life.